# Terchová
Terchová este o comună slovacă, aflată în districtul Žilina din regiunea Žilina, pe malul râului Varínka⁠(d). Localitatea se află la altitudinea de 560 m deasupra n.m., se întinde pe o suprafață de 84,5 km2 și în 2017 număra 4.078 de locuitori.

## Istoric
Localitatea Terchová este atestată documentar din 1580.

## Demografie
| An:                | 1994 | 2004   | 2014   | 2024   |
| ------------------ | ---- | ------ | ------ | ------ |
| Număr de persoane: | 4056 | 4073   | 4038   | 3939   |
| Diferență:         |      | +0,41% | −0,85% | −2,45% |

| An:                | 2023 | 2024   |
| ------------------ | ---- | ------ |
| Număr de persoane: | 3955 | 3939   |
| Diferență:         |      | −0,40% |